# Antigius onomichiana
Antigius onomichiana är en fjärilsart som beskrevs av Matsumura 1919. Antigius onomichiana ingår i släktet Antigius och familjen juvelvingar. Inga underarter finns listade i Catalogue of Life.